# 高等法院
高等法院（こうとうほういん）は、明治時代初期に司法省内に設置された刑事裁判専門の特別裁判所。
明治15年（1882年）に施行された治罪法に基づいて、前身の司法省特別裁判所（1872年設置）を改組して置かれた。大逆罪・不敬罪・国事犯、皇族及び勅任官を被告とする裁判を扱った。常時開設された裁判所ではなく、司法卿の奏請を受けて天皇の裁許によって設置された。
元老院議官及び大審院判事の中から裁判長1名及び陪席裁判官6名を予め毎年1回選出されていた。原則は一審制で、欠席裁判や再審請求などの例外を除いては上訴できなかった。
高等法院設置の本来の意図は自由民権運動を弾圧して指導者たちを厳罰に処すことにあったが、実際に任命された高等法院の裁判官は政府による介入を嫌い、明治16年（1883年）に行われた福島事件や高田事件などの指導者たちに対する裁判でも政府の介入にもかかわらず、法律に則って10年以下の禁獄に留まった。そのため、政府は同年末に治罪法改正を行って高等法院の職権を一般の裁判所が代行できるものとしたため、事実上形骸化された。
明治23年（1890年）に治罪法が刑事訴訟法に改められ、裁判所構成法が制定されたことにより廃止された。